# Сактаганова, Зауреш Галимжановна
Зауреш Галимжановна Сактаганова (род. 1 ноября 1963, Петропавловск Северо-Казахстанская область) — казахстанский историк.  Доктор исторических наук (2004), профессор (2007), академик Академии истории и общественных наук (2010). Лучший научный сотрудник Республики Казахстан (2022). Награждена нагрудным знаком МОН РК «За заслуги в развитии науки Республики Казахстан» (2011). Заслуженный работник Карагандинского университета (2018)
Область научных интересов — история Казахстана ХХ экономической модернизации Казахстана второй половины XX века; история советской повседневности; политические репрессии в Казахстане, история казахстанских ИТЛ ГУЛАГа.

## Биография
В 1980 г. окончила среднюю школу № 10 им. Н. К. Крупской г. Петропавловска.
В 1985 г. с отличием окончила историко-педагогический факультет Петропавловского педагогического института.
В 1985—1987 гг. — стажёр-исследователь в Казахском государственном университете им. С. М. Кирова.
В 1987—1990 гг. — аспирант исторического факультета Казахского государственного университета им. С. М. Кирова.
В 1990 г. в Казахском государственном университете им. С. М. Кирова досрочно защитила диссертацию на соискание учёной степени кандидата исторических наук. В 2004 г. — защита докторской диссертации на тему «Экономическая модернизация Казахстана в 1946—1970 гг.: критика исторического опыта» по специальности 07.00.02 — Отечественная история (История Республики Казахстан) .
С 1990 г. работает в Карагандинском (государственном) университете имени академика Е. А. Букетова: 1990—1996 гг. — старший преподаватель кафедры истории Казахстана; 1996—2004 гг. — доцент кафедры археологии, этнологии и истории Казахстана; 2004—2006 гг. — профессор кафедры археологии, этнологии и истории Казахстана; 2006—2007 гг. — заведующий кафедры археологии, этнологии и истории Казахстана; 2007—2012 гг. — декан исторического факультета; 2012—2021 гг. — профессор кафедры археологии, этнологии и Отечественной истории, директор Центра этнокультурных и историко-антропологических исследований; с 2021 г. по настоящее время — профессор-исследователь кафедры археологии, этнологии и Отечественной истории, директор Центра этнокультурных и историко-антропологических исследований.
Автор более 300 научных публикаций, из них 17 монографий, 11 документальных сборников, более 40 учебных и учебно-методических пособий, в том числе, школьных учебников МОН РК и хрестоматий по «Истории Казахстана» для 12-летней школы (для 8, 9, 10 классов на русском, казахском, узбекском и уйгурском языках), 6 электронных учебников, научные статьи и др.
Научный редактор журнала Вестник Карагандинского университета. Серия История. Философия. Обладатель государственной стипендии Министерства науки и образования РК для ученых и специалистов, внесших выдающийся вклад в развитие науки и техники (2019—2020, 2013, 2008—2009). Грантер Министерства науки и образования РК «Лучший преподаватель РК» (2011, 2006). Стипендиат Международной программы «Болашак» (2010). Грантер фонда Сорос в конкурсе учебных программ по базовым университетским дисциплинам («История Казахстана») в области социальных и гуманитарных наук (1999).

### Основные работы
- История осуществления советского опыта экономической модернизации в Казахстане. 1946—1970 гг. Караганда: Изд-во КарГУ, 2004. 301 с.
- Повседневная жизнь городов Центрального Казахстана в 1945—1953 гг. Караганды: Болашак-Баспа, 2010. 251 с. (в соавтор.)
- Сарыарқаның ұлы азаматтары. Қарағанды: ҚарМУ баспасы, 2008. 437 с. (в соавтор.)
- Деятельность обществ частной инициативы на территории Казахстана во второй половине XIX- начале XX. Монография. Караганды: «Болашак-Баспа», 2011. 271 с. (в соавтор.)
- Женщины Центрального Казахстана в годы Великой Отечественной войны. 1941—1945. Караганды: Издательство КарГУ, 2016. 256 с. (в соавтор.)
- Экономическая модернизация Казахстана. 1946—1970 гг. 2-е издание. Караганда: Изд-во КарГУ, 2017 г. 365 с.
- История городской повседневности Центрального Казахстана в 1946—1991 гг. Караганда: Гласир, 2017. 379 с. (в соавтор.)
- Живая память. Сталинизм в Казахстане — Прошлое, Память, Преодоление (коллективная монография) / Под ред.: Ж. Б. Абылхожин, М. Л. Акулов, А. В. Цай. — Алматы: «Дайк-Пресс», 2019. 331 с. (в соавтор.)
- Великая Отечественная война и женщины Казахстана на фронтах и в тылу: женские истории и повседневность. Монография. / Общ. ред. З. Г. Сактагановой. Караганда, 2020. 300 с. (в соавтор.)
- Stalinizm in Kazakhstan. History, Memory, and Represention. LEXINGTON BOOKS. Lanham-Boulder-NewYork-London, 2021, 202 р. (в соавтор.)
- Казахстанские женщины в Великой Отечественной войне (1941—1945): монография, [электронное издание сетевого распространения]. М.: «КДУ», «Добросвет», 215 с. URL: https://bookonlime.ru/node/5363. doi: 10.31453/kdu.ru.978-5-7913-1154-2-2020-215. (в соавтор.)
- Несломленный народ. От общей победы к общей исторической памяти. Коллективная монография. М: Изд-во «Весь мир», 2021. 764 с. (в соавтор.)
- The Famine of 1931—1933 in Central Kazakhstan. Collection of Archival Documents and Memoirs. Singapore, Spriger Nature, Singapore Pte Ltd, 2023. 608 p.(в соавтор.)
- Голод 1931—1933 годов в Центральном Казахстане: сборник архивных документов и воспоминаний. Составители Сактаганова З. Г., Абдрахманова К. К. и др. Караганды: «Акад. Е.А.Бөкетоват. Қарағанды университеті» КЕАҚ баспасы, 2022. 461 б. (в соавтор.)
- Исправительно-трудовые лагеря в Казахстане: Карлаг. Сборник документов и материалов. Материалы Государственной комиссии по полной реабилитации жертв политических репрессий (20-50 годы XX века). Т. 6: Составители тома: З. Г. Сактаганова, А. У. Аупенова / Под общ. ред. Е. Т. Карина. Астана, 2022. 488 с.
- Карагандинская область в годы репрессии. Сборник документов. Материалы Государственной комиссии по полной реабилитации жертв политических репрессий (20-50 годы XX века). Составители тома: Сактаганова З. Г. и др. / Под общ. ред. Е. Т. Карина. Астана, 2022. 334 с. (в соавтор.)
- Женщины Казахстана и Великая Отечественная война: 1941—1945. Сборник документов и материалов. / Отв. ред. З. Г. Сактаганова. Караганда, 2020. 412 с. (в соавтор.)
- Женщины Казахстана в годы Великой Отечественной войны: воспоминания и интервью. Сборник материалов. / Отв. ред. З. Г. Сактаганова. Караганда, 2020. 400 с. (в соавтор.)
- Повседневность городов Центрального Казахстана в 1946—1960 годы. Сборник документов и документальных материалов. Караганды: Издательство КарГУ, 2016. 277 с. (в соавторстве)
- Повседневность городов Центрального Казахстана в 1960—1991 годы: сб. документов и материалов. Часть II. Караганда: Гласир, 2017. 320 с. (в соавтор.)
- История Казахстана (1900—1945 г.). Учебник для 8—9 классов общеобразовательных школ. Часть 1. Алматы, «Мектеп», 2019. 260 с. (в соавтор.).
- История Казахстана (с 1945—2019 гг.). Учебник для 8—9 классов общеобразовательных школ. Часть 2. Алматы, «Мектеп», 2019. 260 с. (в соавтор.).
- Қазақстан тарихы (1900—1945 г.): Жалпы білім беретін мектептің 8—9-сыныптарына арналған оқулық. 1 бөлім. Алматы: Мектеп, 2019. 262 б. (в соавтор.).
- Қазақстан тарихы (с 1945—2019 гг.).Жалпы білім беретін мектептің 9—сыныбына арналған оқулық. 2 бөлім. Алматы: Мектеп, 2019. 252 б. (в соавтор.).
- История Казахстана. Часть 1. Электронный учебник для 9 класса. 2022, (в соавторстве) .
- История Казахстана. Часть 2. Электронный учебник для 9 класса. 2022, (в соавторстве) .
- Қазақстан тарихы. 1 бөлім. Электрондық оқулық. 2022, (в соавтор.) .
- https://www.okulyk.kz/istorija-kazahstana/409/ Қазақстан тарихы. 2 бөлім. Электрондық оқулық. 2022, (в соавтор.)].